# ميشلين بوشارد
ميشلين بوشارد هي مهندسة كندية، ولدت في 22 أبريل 1947 في مونتريال في كندا.